# Google Briller
 Der er for få eller ingen kildehenvisninger i denne artikel, hvilket er et problem. Du kan hjælpe ved at angive troværdige kilder til de påstande, som fremføres i artiklen.

Google Briller (eng: Google Glass) er en bærbar computer med et hoved-monteret skærm (HMD), der bliver udviklet af Google Project Glass forsknings-og udviklingsprojekt, med den opgave at producere et massemarked allestedsnærværende computer med udvidet virkelighed. Google Glass viser oplysninger i et smartphone-lignende håndfri format, der kan interagere med internettet via naturlige sprog og stemmekommandoer.

## Google Briller med styrke
Da de i øjeblikket ikke har linser monteret på dem, overvejer Google, at samarbejde med solbrille detailhandlere, såsom Ray-Ban eller Warby Parker, og kan derved også åbne butikker, så kunderne kan prøve brillerne på. Explorer Edition kan ikke bruges af folk, der bærer briller, men Google har bekræftet, at teamet vil i sidste ende arbejde med stel og linser, der matcher brugerens recept. Glassene vil være modulære og dermed med muligvis udlæg til normale briller.

## Udvikling
Google Glass bliver udviklet af Google X Lab, som har arbejdet på andre futuristiske teknologier som førerløse biler. Projektet blev annonceret af Google, af Project Glass lederen; Babak Parviz, en elektrisk ingeniør, der også har arbejdet på at sætte skærme i kontaktlinser. Andre medvirkende er; Steve Lee, produktchef og "geolocation specialist", og Sebastian Thrun, som udviklede Udacity, samt arbejdet med den selvkørende bil. Google har patenteret designet af Project Glass. Thad Starner, en AR ekspert, er en teknisk lead / manager på projektet.
Selvom hovedmonterede briller ikke er en ny idé, har projektet trukket mediernes opmærksomhed, primært på grund af sin støtte fra Google, samt prototype design, som er mindre og slankere end tidligere designs for monterede hoveddisplays. Den første Google Glass demo ligner et par normale briller, hvor objektivet er erstattet af en head-up display. Omkring August 2011, vejede en prototype 8 pounds (3,64 kg).. enheden er nu lettere end et par gennemsnitlige par solbriller. I fremtiden kan det nye design have mulighed for integration af displayet, ind i folks normale briller.
Ifølge flere Google-medarbejdere, forventes Google Glass at være til rådighed for offentligheden, senest ved udgangen af 2013, men andre rapporter erklærede, at glasset ikke var forventet at være tilgængeligt for køb inden da.
Explorer Edition er tilgængelig for testere og Google I / O-udviklere i USA for $ 1.500, og vil blive leveret i begyndelsen af 2013, mens en forbruger version forventedes at ville være tilgængelig i slutningen af 2013 for "væsentligt mindre" end Explorer udgaven. Explorer-udgaven af Google Glass er dog ikke tilgængelig for andre end testere og udviklere endnu, og det kun for amerikanske statsborgere .
Produktet begyndte at blive testet i april 2012. Sergey Brin var iført en prototype af Glass den 5. April 2012, ved Foundation Fighting Blindness begivenheden i San Francisco. I maj 2012 blev Glass demonstreret i den første testvideo optaget med briller. Den demonstrere 720p HD first-person videooptagelse, med super kapacitet. Sergey Brin demonstrerede glasset på Gavin Newsom Show, hvor den californiske lieutenant Governor Gavin Newsom også bar et par Google Glass. Den 27. juni 2012, demonstrerede han også Glass på Google I / O, hvor faldskærmsudspringere, abseilers, og mountainbikere var iført Glass og blev live streamet fra deres synspunkt til en Google+ Hangout, som også blev vist live på Google I / O præsentation.
Google arbejder i øjeblikket på modeller, der kan bruges med recept linser. I et Google+ indlæg, udtalte Google, at det ikke vil være klar til Explorer Edition af Glass. Google har ligeledes arbejdet på muligheden for at kombinere Google Glass med almindelige brilleglas. Det sker i samarbejde med selskabet Rochester Optical. I starten af 2014 kom det frem, at Rochester Optical ville begynde at tage imod forhåndsbestillinger af glas, der begynder ved 99 dollar parret. 
Det handler i så fald formentlig om glas til ”almindelige” synsfejl, mens dobbeltslebne glas eller glas med prisme nok bliver noget dyrere.